# Val-d'Oire-et-Gartempe
Val-d'Oire-et-Gartempe es una comuna nueva francesa situada en el departamento de Alto Vienne, de la región de Nueva Aquitania.

## Historia
Fue creada el 1 de enero de 2019, en aplicación de una resolución del prefecto de Alto Vienne de 3 de agosto de 2018 con la unión de las comunas de Bussière-Poitevine, Darnac, Saint-Barbant y Thiat, pasando a estar el ayuntamiento en la antigua comuna de Bussière-Poitevine.

## Demografía
| Gráfica de evolución demográfica de Val-d'Oire-et-Gartempe entre 2011 y 2022 |
|                                                                              |
| Datos según el nomenclátor publicado por el INSEE.                           |

## Composición
| Comuna delegada    | Código INSEE | Población (2016) | Superficie (km²) | Densidad (hab./km²) |
| ------------------ | ------------ | ---------------- | ---------------- | ------------------- |
| Bussière-Poitevine | 87028        | 853              | 41.71            | 20                  |
| Darnac             | 87055        | 381              | 25.93            | 15                  |
| Saint-Barbant      | 87136        | 320              | 42.47            | 7.5                 |
| Thiat              | 87196        | 138              | 11.35            | 12                  |